# Rutland Barrington
Rutland Barrington (15 de enero de 1853 – 31 de mayo de 1922) fue un actor y cantante inglés, así como estrella de la comedia musical eduardiana. Es principalmente recordado por su papeles de barítono en las óperas de Gilbert y Sullivan entre 1877 y 1896. Su carrera se prolongó a lo largo de más de cuatro décadas. También escribió por lo menos una docena de obras para la escena.
Tras dos años con una compañía teatral en giras, Barrington se unió a la compañía de ópera de Richard D'Oyly Carte y, en el transcurso de las siguientes dos décadas, compuso  numerosos papeles de la ópera cómica, incluyendo el de Capitán Corcoran en H.M.S. Pinafore (1878), el Sargento de Policía en The Pirates of Penzance (1880), y el de Pooh Bah en The Mikado (1885), entre otros muchos. En 1888 fracasó en su intento de dedicarse a la dirección teatral, por lo que Barrington dedicó sus energías a la interpretación y a la escritura de algunas obras.
A partir de 1896 y a lo largo de diez años, Barrington actuó en una serie de comedias musicales de gran éxito bajo la dirección de George Edwardes en el Teatro Daly, especializándose en retratos cómicos de mandatarios pomposos y de personas con autoridad.  Uno de sus actuaciones más populares fue la inclusión de canciones tópicas, o de versos de canciones, dentro de las comedias musicales. Tras dejar el Daly, siguió actuando en la comedia musical  y en el music hall. También hizo incursiones en los papeles dramáticos y en algunas obras de Shakespeare, además de actuar en unos pocos filmes mudos. Su carrera finalizó en 1918, tras lo cual sufrió un accidente cerebrovascular y vivió sus últimos años en la pobreza.

## Vida y carrera
Su verdadero nombre era George Rutland Fleet, y nació en Penge, Penge, Bromley, Kent, Inglaterra. Era el cuarto hijo de John George Fleet (1818–1902).  Su madre era Esther Faithfull (1823–1908). Fue educado en la Merchant Taylors' School de Northwood.  Uno de sus cinco hermanos fue el actor Duncan Fleet (nacido en 1860, fecha de su muerte desconocida), y otro fue el Vicealmirante Herbert Cecil Fleet (nacido en 1851, fecha de su muerte desconocida). También tuvo dos hermanas.  De joven Barrington estuvo empleado dieciocho meses en un banco, pero dicho trabajo no le entusiasmaba y su ambición era ser actor. Sin embargo, el padre de Barrington no quería que su hijo subiera a un escenario por lo que se lo prohibió.  En cambio, su tía, la activista Emily Faithfull, le ayudó a entrar  en contacto con el teatro.
En 1880, Barrington se casó con Ellen Louisa Jane Stainer (1851–1918), de Woolwich, en Kent, hija de William Stainer y de Lucy Mary Wheeler.  Barrington y su esposa no tuvieron hijos.

### Inicios y unión a la compañía de D'Oyly Carte
Barrington debutó profesionalmente con la compañía de Henry Neville en el Teatro Olympic en 1874, interpretando a Sir George Barclay en la obra de Tom Taylor Lady Clancarty, trabajando posteriormente en The Ticket-of-Leave man y en The Two Orphans, entre otras piezas.  El año siguiente fue contratado para actuar en la compañía de giras de Mr y Mrs Howard Paul.  La compañía interpretó un agotador repertorio de espectáculos.
En 1877 el productor Richard D'Oyly Carte propuso a Mrs Paul que interpretara a Lady Sangazure en la nueva ópera de Gilbert and Sullivan que estaba produciendo, The Sorcerer. Ella aceptó su participación con la condición de que su joven protegido, Barrington, tuviera un papel, que finalmente fue el de Dr Daly, el vicario, y su carrera como estrella en la escena londinense despegó a los 24 años de edad.  Cuando Barrington hizo un ensayo ante W. S. Gilbert, el joven actor puso en duda su idoneidad para la ópera cómica, pero Gilbert, que requería que sus actores interpretaran sus a menudo absurdos papeles con absoluta seriedad, explicó el motivo de su elección: "Es un sobrio, sólido y canalla lo que quiero."
A pesar de las críticas dispares, la actuación de Barrington como Dr Daly impresionó al público, y se ganó un puesto fijo en la compañía de D'Oyly Carte.

#### Pinafore a Ruddigore
Entre 1877 y 1894, excepto por una incursión en el negocio de la dirección teatral en 1888–89, Barrington permaneció en la Compañía D'Oyly Carte Opera, interpretando papeles líricos cómicos de barítono en todas las nuevas óperas de Gilbert y Sullivan con la excepción de The Yeomen of the Guard (1888). En 1878, Rutland fue Lord Chamberlain en la pieza telonera de James Albery y de Alfred Cellier The Spectre Knight, intervino en la reposición de Trial by Jury, y fue el Capitán Corcoran en el primer gran éxito de Gilbert y Sullivan H.M.S. Pinafore.
Barrington también recreó a Pennyfather en la telonera de Frank Desprez y de Cellier, After All! (1878). Barrington fue Mr. Cox en la reposición por Carte de Cox and Box (1879), e interpretó al Sargento de Policía en The Pirates of Penzance, en Londres (1880). Barrington estaba orgulloso de que la canción del Sargento recibiera dos bises y, finalmente, solicitó a Gilbert que escribiera un "verso de bis" para la canción, a lo que Gilbert replicó que "bis" significaba "cantarla otra vez."  También hacia esta época se produjo la obra corta de Barrington titulada Quid Pro Quo, escrita con Cunningham Bridgeman y compuesta por Wilfred Bendall.
El siguiente papel de Barrington fue el de Archibald Grosvenor en Patience (1881).  Al mismo siguió el de Conde Mountararat en Iolanthe (1882); ese año también encontró tiempo para actuar en una pantomima navideña sobre Robin Hood escrita por George Thorne, y en 1884 fue el Rey Hildebrand en Princess Ida. Este papel fue uno de los menos apreciados por Barrington, y él atribuía el poco tiempo que duró la representación de Ida, al menos en parte, a la poca prominencia del papel en la ópera.  Mientras se mantenía en escena Princess Ida, se estrenó en matiné una comedia escrita por Barrington llamada Bartonmere Towers.
Tras la finalización de Princess Ida, Barrington retomó el papel de Dr Daly y el de Learned Judge en la reposición de The Sorcerer y Trial (1884—a lo largo de los años, Barrington interpretó con frecuencia al Juez en representaciones tanto de D'Oyly Carte como de otros productores). También fue Dr Dozey en la pieza de Sydney Grundy The Silver Shield (1885).  En 1885 creó su papel más famoso, el de Pooh-Bah en The Mikado. Después interpretó a Sir Despard Murgatroyd en Ruddigore y más adelante retomó sus papeles originales en reposicione de Pinafore, Pirates y The Mikado (1887–88).

#### Dirección teatral y posteriores papeles en el Savoy
En 1888 Barrington dejó la organización D'Oyly Carte y el Teatro Savoy, perdiendo la oportunidad de hacer el papel de Wilfred en Yeomen, con la intención de dedicarse a la dirección teatral, arrendando el Teatro St. James. En marzo de 1888 Barrington fue Chrysos en una función benéfica con la obra de Gilbert Pygmalion and Galatea, un papel que retomaría en numerosas funciones benéficas a lo largo de los años. Ese mismo año, en el St. James, Barrington produjo la pieza de Grundy The Dean's Daughter, interpretando al deán. Aunque sin éxito, la obra supuso el lanzamiento de varias carreras teatrales, incluyendo la de Olga Nethersole. Otra obra fue la de Gilbert Brantinghame Hall, con Barrington en el papel de Mr. Thursby, junto a su hermano menor, Duncan Fleet, Julia Neilson y Lewis Waller (los dos últimos en su debut teatral profesional). Esta pieza se acompañaba de A Patron Saint.  Esta decisión fue un desastre financiero para Barrington, y a los cinco meses estaba en la bancarrota.
Tras la finalización de Brantingame Hall, interpretó de nuevo a Chrysos en una reposición de Pygmalion and Galatea en el Teatro Lyceum, y fue Mr Barnes en su propia obra, To the Death, en el Teatro Olympic.  Después actuó en el Teatro Comedy con la obra Pickwick, una exitosa pieza musical en una acto de F. C. Burnand y Edward Solomon basada en un episodio de Los papeles póstumos del Club Pickwick, en la cual Barrington acabó dirigiendo y alternando los papeles de Pickwick y Baker.  Después hizo de Tte. Coronel Cadbury en una farsa llamada Merry Margate, y después fue Tosser en una ópera cómica de Solomon y George P. Hawtrey llamada Penelope.  También tuvo numerosos papeles en otros teatros a lo largo de 1889 hasta que volvió a unirse con D'Oyly Carte para hacer de Giuseppe en The Gondoliers en diciembre de ese año.
Una vez finalizada The Gondoliers en 1891, Gilbert y Sullivan se separaron durante un tiempo. Barrington actuó en unos pocos papeles más, incluyendo el de Robert Plushly en su obra A Swarry Dansong, un dúo con música de Solomon. Después volvió al Savoy para trabajar como Punka, el Rajah de Chutneypore, en la obra de George Dance, Frank Desprez y Solomon titulada The Nautch Girl. En agosto de 1891, Barrington y Jessie Bond hicieron una gira con una serie de dúos musicales (escritos por Barrington y compuestos por Edward Solomon) por el Reino Unido, volviendo al Savoy en noviembre. En 1892 Barrington hizo de Reverendo William Barlow, en la pieza de Grundy y Solomon's The Vicar of Bray, y después viajó con el espectáculo.  En septiembre de 1892 compuso el papel de Rupert Vernon en Haddon Hall, de Grundy y Sullivan. En 1893 intervino en Jane Annie, de James Matthew Barrie, Arthur Conan Doyle, y Ernest Ford, la cual no tuvo éxito en el Savoy pero sí en giras.  A pesar del fallo de la pieza, Barrington fue elogiado por la crítica.  Barrington después compuso el papel de Rey Paramount I en la obra de Gilbert y Sullivan Utopia, Limited, estrenada en octubre de ese año. La comedia de Barrington Bartonmere Towers, fue también producida en matiné en el Savoy en 1893, con Barrington interpretando a Sir James Hanbury.
Barrington dejó de nuevo la compañía tras finalizar Utopia, tomando el papel de Dr Montague Brierly en el musical A Gaiety Girl, de Owen Hall, Harry Greenbank y Sidney Jones, producido por George Edwardes.  Después actuó en la obra de Gilbert y F. Osmond Carr His Excellency (1894–95). Barrington también escribió y dirigió una opereta en un acto, A Knight Errant, con música de Alfred Caldicott, la cual fue interpretada como pieza de acompañamiento de His Excellency en el Teatro Lyric de Londres. En el Teatro Toole fue John Rimple en Thoroughbred, de Ralph R. Lumley, a principios de 1895. J. L. Toole había originado el papel pero enfermó y se vio forzado a retirarse.  Barrington también intervino en algunos espectáculos de German Reed Entertainments, incluyendo una reposición de Happy Arcadia en el St. George's Hall de Londres en 1895, actuando Fanny Holland.
En noviembre de 1895 Barrington volvió al Savoy como Pooh-Bah en otra reposición de The Mikado, y en marzo de 1896 fue Ludwig en la última ópera de Gilbert y Sullivan, The Grand Duke.  Tras una nueva reposición de The Mikado, Barrington de nuevo dejó el Savoy.

### Últimos años
A partir de 1896, Barrington disfrutó de diez años de éxitos bajo la dirección de George Edwardes en el Teatro Daly, primero con el papel de Marquis Imari en The Geisha (1896), y después interpretando personajes de varias comedias musicales eduardianas, incluyendo los de Marcus Pomponius en A Greek Slave (1898), Yen How en San Toy (1899), El Rajah de Bhong en A Country Girl (1902), y Boobhamba en The Cingalee (1904), entre otros. En estos papeles tenía más libertad para añadir "gags" de la que Gilbert le había dado en el Savoy, y a menudo escribía versos tópicos en las canciones de Adrian Ross. Sin embargo, Barrington se quejaba de que, en estas comedias musicales, el argumento casi se eliminaba durante los ensayos.  En esta época, Barrington retomó con frecuencia su papel de Juez en matinés benéficas. También en esta época, Arthur Bourchier produjo varios de los trabajos teatrales de Barrington en el Teatro Garrick, incluyendo la popular Water Babies, basada en el libro de Charles Kingsley, con música de Frederick Rosse, Albert Fox, y Alfred Cellier (1902).  Barrington fue el director.
Barrington actuó entre 1905 y 1907 en varias comedias musicales, incluyendo The White Chrysanthemum, en el papel del Almirante Sir Horatio Armitage, K.C.B. (con Isabel Jay, Louie Pounds y Henry Lytton). También fue Barnabas Goodeve en una reposición de la farsa The Candidate, de Justin Huntly McCarthy, en el Teatro Wyndham, con Charles Wyndham. Volvió a interpretar su viejo papel en una reposición de The Geisha, y después fue el Faraón de Egipto en la exitosa ópera cómica Amasis, de Michael Faraday y Frederick Fenn.
Durante este período, Barrington interpretó sus propios números de music hall en el Coliseum y produjo varias giras, cantando canciones tópicas del momento, incluyendo la única que grabó, "The Moody Mariner" (1905).  Entre otros números y canciones figuraban "Man the Lifeboat", escrita por Leedham Bantock, "Across the Silent Way" y "The Tramp", de Barrington y Slaughter, además de Mummydom, la cual escribió con Wilfrid Bendall y que se basaba en su obra del mismo nombre que él había producido unos años antes.  También compuso un número Rip van Winkle para Courtice Pounds.
Barrington volvió a la compañía D'Oyly Carte Opera en 1908 para la segunda temporada de repertorio londinense, interpretando a Pooh-Bah, al Capitán Corcoran, a Mountararat, y al Sargento una vez más, y añadiendo los papeles de Wilfred Shadbolt en Yeomen y de Don Alhambra en The Gondoliers a su repertorio. Posteriormente hizo más números de music hall y musicales, incluyendo A Member of Tattersall's, una adaptación de Adrian Ross de la pieza de Leo Fall Die Geschtedene Frau. También interpretó al Marques de Steyne en The Walls of Jericho, al Juez Tucker en The Bigamist y a Lucas Van Tromp en The Girl in the Train, en el Teatro Vaudeville (1910), entre otros trabajos.  Además actuó en representaciones teatrales clásicas, siendo Falstaff en Las alegres comadres de Windsor en el Teatro Her Majesty en 1911; Leonard Alcar en The Great Adventure, de Arnold Bennett (1913-14; basada en la novela de Bennett de 1908, Buried Alive); Max Somossy en The Joy-Ride Lady, de Arthur Anderson y Huntley Carrick en el Teatro New; y Polonius en Hamlet y Christopher Sly en La fierecilla domada en el His Majesty en 1916, entre otros papeles.  Barrington siguió actuando en Londres y en provincias hasta 1918. Uno de sus últimos éxitos fue con la obra A Member of Tattersall's. Su último papel fue el de Claus en The Burgomaster of Stilemonde.
Barrington escribió columnas sobre carreras de caballos para la revista Punch con el seudónimo de Lady Gay así como dos volúmenes de memorias. También actuó en algunos filmes, incluyendo "San Toy" (1900), "The Great Adventure" (1915), "Still Waters Run Deep" (1916), y "The Girl Who Loves A Soldier" (1916).
Tras sufrir Barrington un accidente cerebrovascular en 1919, fue incapaz de actuar. Pasó el resto de su vida en la pobreza, aunque se hicieron esfuerzos a fin de ayudarle. Falleció en Londres a los 69 años de edad y fue enterrado en el cementerio Morden, en Surrey.